# Lucienne Heurtelou
Lucienne Heurtelou (vers 1921 - 19 mai 2006) était une diplomate haïtienne, défenseure des droits des femmes, auteure et première dame d'Haïti de 1946 à 1950 en tant qu'épouse du président haïtien Dumarsais Estimé.

## Biographie
Elle a été présidente d'honneur de la Ligue féminine d'action sociale, une influente organisation féministe haïtienne créée en 1934, lors de son premier congrès des femmes haïtiennes (14-19 avril 1950). Le Congrès a attiré des déléguées de 44 organisations féminines haïtiennes et 32 déléguées de 17 organisations féminines internationales et a relancé le mouvement des femmes haïtiennes pour l'égalité des droits. En octobre 1948, elle inaugure un orphelinat à Truittier, près de Carrefour, qui ne sera jamais achevé. Elle est la première Première Dame haïtienne à avoir écrit ses mémoires, un livre dans lequel elle se penche sur la défaite de la présidence de son mari par ses ennemis politiques,.
Elle est devenue la première femme ambassadrice d'Haïti en Belgique après la mort de son mari en 1953,.
Elle était la mère de l'ancien fonctionnaire du gouvernement haïtien Jean-Robert Estimé.
Elle meurt le 19 mai 2006 à 85 ans, abattue dans le braquage de la bijouterie de la famille Daccaret rue Dufort à Port-au-Prince.